# Werner Krause (Diplomat)
Werner Krause (* 14. September 1935) ist ein ehemaliger deutscher Diplomat. Er war Botschafter der DDR in Norwegen, Island und Dänemark.

## Leben
Krause erlernte nach Abschluss der Volksschule den Beruf des Tischlers. Später nahm er ein Studium auf, das er 1963 als Diplom-Staatswissenschaftler abschloss.
Ab 1963 gehörte er dem diplomatischen Dienst der DDR an. Von 1967 bis 1972 war er Sektorenleiter im Ministerium für Auswärtige Angelegenheiten der DDR (MfAA). Von 1972 bis 1975 war er stellvertretender Leiter der Kammervertretung bzw. Erster Sekretär an der Botschaft der DDR in Kopenhagen. Von 1975 bis 1977 wirkte er als stellvertretender Leiter der Abteilung Nordeuropa im MfAA, dann war er von 1977 bis 1984 Botschafter in Oslo und zweitakkreditiert in Island. Von 1984 bis 1989 wirkte er als stellvertretender Leiter der Abteilung Westberlin im MfAA. 1989/1990 war er schließlich Botschafter der DDR in Kopenhagen.
Krause war Mitglied der SED.

## Auszeichnungen
- Vaterländischer Verdienstorden in Bronze (1985)